# 国交に関する罪
国交に関する罪（こっこうにかんするつみ）とは、日本の刑法第2編第4章の国交の罪（刑法92条～刑法94条）に規定された犯罪の総称。

## 概説
一般に本罪は国家的法益に対する罪に分類されるが、その保護法益については争いがある。現在、類型として外国国章損壊等（刑法92条）、私戦予備及び陰謀（刑法93条）、中立命令違反（刑法94条）が定められている。なお、外国の君主・大統領・使節に対する暴行・脅迫・侮辱の罪（刑法90条・刑法91条）は1947年（昭和22年）の昭和22年法律第124号により削除された。

## 立法例
本罪の立法例として、相互主義と単独主義があり、現行の日本の刑法では単独主義を採用している。
相互主義
外国法に本罪と同様の規定が設けられている場合にのみ自国法を適用する原則。
単独主義
外国法の規定とは無関係に自国法を適用する原則。

## 保護法益
本罪の保護法益については争いがある。
一つに、国家の対外的安全を保護法益と考える見解がある。これは、外交関係が危うくなると日本の存立や国際的地位も危うくなるとする考えに基づき、国交の円滑を保護するための法律とするものであるという考えに基づく。
これに対し、国際法に基づき外国の利益を保護法益と考える見解がある。これは、刑法92条（外国国章損壊等）が外国政府の請求を訴訟条件としていることや、本罪の内容は国家の存立を危うくするようなものではないことを根拠とする考えであり、多数説とされる。ただし、この見解だと相互主義を採用する必要が出ることや、日本の刑法が外国の利益のみを直接的に保護していることに対して疑問視する意見がある。
さらに、国家の外交作用を保護法益と考える見解がある。これは、外交政策の円滑化のために外国の政府・国民の感情を害する行為などを禁止するものであり、有力説とされる。
また、上記の見解を折衷し、外国の利益と日本の外交作用の両者を保護法益と考える見解もある。

## 外国国章損壊罪（刑法92条）
外国に対して侮辱を加える目的で、その国の国旗その他の国章を損壊・除去・汚損する行為を処罰する規定である（刑法92条1項）。法定刑は、2年以下の拘禁刑または20万円以下の罰金である（同条同項）。

## 私戦予備罪・私戦陰謀罪（刑法93条）

### 概説
外国に対して私的に戦闘行為をする目的で、その予備または陰謀をした者を処罰する規定である（刑法93条）。法定刑は、3ヶ月以上5年以下の拘禁刑である（同条）。

### 罰則
本罪は目的犯であるため、「外国に対して私的に戦闘行為をする目的」で、その予備・陰謀をした者が処罰される。「私的に戦闘行為をする」とは、日本の国権の発動や命令によらずに、（ある程度組織的に）武力行使を行うことをいう。本罪では、予備・陰謀を処罰するものであり、私戦の未遂・既遂については規定されていない（1880年7月に制定された刑法では実行した場合を対象とした私戦罪が規定されており、1882年1月1日から施行されていたが、1907年の法改正で1908年10月1日に施行された刑法から私戦罪規定の刑罰が除外された）。なお、自首した者は、その刑は必要的に免除される。

### 適用例
2014年（平成26年）10月6日にISILに参加しようとシリアに向かうことを計画した大学生ら5人に初めて適用されて2019年（令和元年）7月に書類送検され、後に不起訴処分となった。

## 中立命令違反罪（刑法94条）

### 概説
外国が交戦している際に、局外中立に関する命令に違反した者を処罰する規定である（刑法94条）。法定刑は、3年以下の拘禁刑または50万円以下の罰金である（同条）。

### 罰則
本罪は、局外中立に関する命令に違反した者を処罰する規定である。しかし、どのような行為が罰則対象となるかは、その命令の内容次第で変わるため、白地刑罰法規となる。

### 局外中立に関する命令
外国において戦争が行われている場合、局外中立を宣言した中立国は国際法上一定の義務を負うため、この義務の履行のために国家が自国民に一定の命令（局外中立命令）を出すことがある。
局外中立命令は、政令に限らず、法律や法律に基づく命令を含む。ただし、局外中立命令を出す根拠となる法律は存在しないから本罪の適用の余地はないとする見解や、前述の条約に基づいた命令が出せるとする見解がある。また、局外中立命令によって禁止されていない内容は、仮に国際法や国際慣習に反する行為であっても、本罪に該当しない。
なお、局外中立命令の実例には、普仏戦争の際の、1870年（明治3年）7月28日の太政官布告492号、同年8月29日の太政官布告546号、米西戦争の際の、1898年（明治31年）4月30日の詔勅・勅令86号・勅令87号、伊土戦争の際の、1911年（明治44年）10月3日の詔書が挙げられる。

## 刑法90条・91条（削除）
刑法90条および91条において、外国の君主・大統領・使節に対する暴行・脅迫・侮辱の罪について規定していた。これらの罪は、昭和22年法律第124号による改正において、刑法第2編第1章の「皇室ニ対スル罪」（73条～76条）の廃止と共に削除された。
この削除に伴い、暴行罪や名誉毀損罪などの法定刑が引き上げられ、外国の元首などに対する暴行・脅迫・侮辱の行為は、一般の暴行罪や名誉毀損罪などにより処罰されることとなる。